# Gaspard de la nuit
Gaspard de la nuit, tên đầy đủ là Gaspard de la nuit, Trois poèmes pour piano d'après Aloysius Bertrand (tiếng Việt: Gaspard của ban đêm , ba bài thơ dành cho đàn piano của Aloysius Bertrand) là liên khúc solo cho piano của nhà soạn nhạc người Pháp Maurice Ravel. Ông viết tác phẩm này vào năm 1908. Tác phẩm đã thể hiện kỹ xảo điêu luyện hiếm có trong thủ pháp sáng tác của Ravel. Tác phẩm được công diễn tại Paris vào ngày 9 tháng 1 năm 1909 dưới bàn tay của nghệ sĩ dương cầm Ricardo Viñes.
Tác phẩm được viết theo hình thức 3 chương gần giống như hình thức Sonata (nhanh - chậm - nhanh), gồm 3 phần: Ondine (Nữ thần biển cả Ondine), Le Gibet (Giá treo cổ), Scarbo (Quỷ lùn Scarbo). Mỗi tác phẩm đều yêu cầu trình độ rất khó. Trong số đó, tác phẩm Scarbo được xem như là một thử thách rất lớn đối với các nghệ sĩ dương cầm cho đến nay.

## Nguồn gốc và tên gọi

Tượng Aloysius Bertrand - Vườn Arquebuse - Dijon, Pháp